# پیشینه کاغذ
شبهه‌ای نیست که کاغذ از مهم‌ترین موادی است که انسان را در مرحله علم و تمدن با قدم‌های سریع پیش انداخته و در این راه به او کمک‌های بزرگ کرده‌است چه علوم و ادبیات تا قبل از آنکه انسان به ساختن کاغذ توفیق یابد در محیط محدود محصور بود و جز یک طبقه معین دیگران به آن دسترسی نداشتند و موادی که در آن ایام برای نوشتن به‌کار می‌رفت هم استعمال و حمل و نقل آن چندان آسان نبود، هم هرگز مانند امروز مخزون کردن آن‌ها امکان نداشت.

## پیرامون واژه
کاغد یا کاغذ واژه‌ای است فارسی که از واژهٔ سغدیِ kʾγδʾ وام گرفته شده‌است. واژهٔ سغدی احتمالاً از یک واژهٔ کهنِ ناشناخته در چینی باستان گرفته شده‌است. این واژه در کتب قدیمی عربی نیز دیده می‌شود و از فارسی به عربی رفته است.
«کاغذ» کلمه‌ای فارسی و ظاهراً تغییریافتهٔ کلمهٔ «کاهگز»، تشکیل‌شده از دو ریشهٔ «کاه» و «گز» است. «گز»، «گژ» یا «گچ» کلمه‌ای فارسی است به معنای سفید؛ مانند «گز دژ» در بهبهان که قلعه‌ای سفیدرنگ است.
یا شاید کلمهٔ کاغذ از واژهٔ چینیِ «کاکتز» گرفته شده‌است. (نام فارسی آن «رخنده» یا «پرزه» است)

## نوشتن پیش از ساخت کاغذ
پیش از ساختن کاغذ، مردمان باستان برای ماندگار کردن نظرهای خود از کنده‌کاری روی سنگ و چوب و لوح‌های گلی بهره می‌گرفتند.

### گِل
سومری‌ها از هزارهٔ چهارم پیش از میلاد، آن را در آفتاب خشک می‌کردند یا در کوره‌های سفال‌پزی، می‌پختند. از این لوح‌های گلی پخته، شمار زیادی از ویرانه‌های شهرهای باستانی میان‌رودان، به‌ویژه بابل، به دست آمده‌است.

### سنگ
یکی دیگر از این مواد «سنگ» بوده‌است که دوام آن به‌مراتب از گل بیشتر است، اما در عوض سنگین تر بودن آن بیشتر زحمت تولید می‌کرده، استعمال گل و سنگ به‌علت اشکال حمل و نقل و بزرگی حجم چندان شیوع نداشته.

### طلا و فلزات
همچنین گاه نوشتن روی ورقه‌های مسی، برونزی و گاهی طلا انجام می‌شد که لوح‌های زرین دورهٔ هخامنشیان از نمونه‌های آن‌هاست.

### پوست جانداران
دست‌کم از هزارهٔ دوم پیش از میلاد، آدمیان آموختند که می‌توانند از پوست جانوران کاغذ چرمی (پارشمن) بسازند. ایرانیان روی پوست گاو، گاومیش و گوسفند و رومی‌ها بر پوست خر وحشی می‌نوشتند. پوست‌ها پس از دباغی و صیقل‌کاری به اندازهٔ نازک و نرم از کار درمی‌آمدند که در زیبایی و نیکویی شاهکار به‌شمار می‌آمدند. پارشمن ایرانی ویژگی‌های بهتری داشت. برای نمونه، ایرانیان برای از بین بردن بوی ناخوشایند چرم، در روند ساختن پارشمن، به آن گلاب می‌افزودند. اوستا را نخستین‌بار روی ۱۲ هزار پوست گاو نوشته بودند.
اعراب نیز بیش‌تر برای نوشتن قرآن و نوشته‌های با اهمیت (به دلیل گرانی) از پوست جانوران استفاده می‌کردند.
استعمال پوست نازک برای کتابت پیش از اسلام معمول بود، مسلمین نیز آن را به‌کار می‌بردند لیکن قیمت گزاف آن سبب شد که فقط آن را برای نوشتن نسخ قرآن و قرارنامه‌های رسمی و عهد و پیمان‌ها استعمال کنند. ابوریحان بیرونی آورده‌است: «هندیها عادت نداشتند که مثل یونانیها بر پوست بنویسند. از سقراط پرسیدند که چرا به‌کار تألیف و تصنیف نمی‌پردازد، گفت من نمی‌خواهم که آنچه را که از دل مردم زنده می‌تراود بر پوست گوسفند مرده بنویسم.» در اوایل اسلام نیز مثل دوره قدرت یهود خیبر مردم بر پوست کتابت می‌کردند و اوراق قرآن را بر پوست آهو نوشته بودند چنان‌که یهود توراة را بر همان پوست می‌نوشتند». نوشتن بر روی پوست‌های نازک تا مدت‌ها در مشرق و مغرب شایع بود و کتابخانه‌های مهم این کشورها کتبی بر پوست نوشته بزبان‌های یونانی و لاتینی و آرامی و عبری و عربی و غیره داشتند.

### استخوان جانوران
اعراب بیش‌تر نوشته‌های خود را بر استخوان شانهٔ شتر یا سنگ‌های نازک سفید یا شاخه‌های پوست کندهٔ درخت خرما می‌نوشتند و به دلیل گرانی کم‌تر از پوست جانوران استفاده می‌کردند.

### پاپیروس یا قرطاس
مصریان باستان از نزدیک ۲ هزار سال پیش از میلاد، از گیاه پاپیروس، که گونه‌ای از نی است، کاغذی می‌ساختند که به همان نام پاپیروس شناخته شد و امروزه به صورت واژهٔ Paper در زبان انگلیسی ماندگار شده‌است. در مصر سفلی جنگل‌های بسیاری بوده‌است که گیاه پاپیروس در آن‌ها می‌روییده‌است. مصریان مغز این گیاه بلندقامت زیبا را می‌گرفتند و آن را قطعه قطعه می‌کردند بعد بفشار صفحاتی از آن درست می‌نمودند سپس با آلتی از عاج آن‌ها را صیقل می‌دادند بعد آن صفحات را بهم می‌چسباندند و به این ترتیب مجموعه‌هایی درست می‌کردند تا در نوشتن استفاده از آن‌ها آسان باشد.
این کاغذ را در بسیاری از مآخذ قدیمی «قرطاس» خوانده‌اند و سیوطی (درگذشتهٔ سال ۹۱۱ ه‍.ق / ۸۸۴ خورشیدی / ۱۵۰۵ م) یکی از امتیازات مصر را انواع قرطاس آن می‌شمارد. معروف است که ایرانیان در دوران خلفا جز بر پوست کلفت و نازک بر چیزی دیگر نمی‌نوشتند و می‌گفتند که «ما جز بر آنچه در مملکت ما فراهم می‌شود بر چیزی دیگر کتابت نمی‌کنیم».

### برگ و پوست درختان
مردم هندوستان روی برگ و پوست برخی درختان می‌نوشتند. ابوریحان بیرونی که در سال ۴۴۰ هـ. ق (۴۲۷ خورشیدی / ۱۰۴۸ م) وفات کرده در باب ماده‌ای که مردم هند برای نوشتن به‌کار می‌برده‌اند چنین می‌نویسد:
در بلاد جنوبی هندوستان درخت بلندقامتی است مثل درخت خرما و نارگیل که میوهٔ آن را می‌خورند و برگ‌های آن به‌طول یک ذراع و عرض سه انگشت به هم چسبیده‌است. نام آن درخت به هندی «تاری» است. مردم هند مطالب خود را بر روی این برگ‌ها می‌نویسند بعد آن‌ها را به‌وسیلهٔ نخی از سوراخی که در میان آن‌ها می‌کنند به هم می‌چسبانند. اما در شهرهای مرکزی و شمالی هندوستان مردم، پوست درخت توز را که بهوج می‌نامند و پرده‌های روی کمان را نیز از آن می‌سازند و در کتابت به‌کار می‌برند، این پوست را که به‌قدر یک ذراع طول و به‌اندازهٔ چند انگشت باز یا کمتر از آن عرض دارد مردم می‌گیرند و پس از چرب کردن و صیقل دادن ابتدا سخت بعد صاف می‌کنند سپس بر روی آن می‌نویسند و اوراق آن‌ها را که پراکنده‌اند به اعداد متوالی شماره می‌گذارند و بعد از آنکه کتاب تمام شد آن را در یک قطعه پارچه می‌پیچند و در میان دو لوح که به همان اندازه کتاب اختیار شده می‌نهند و این قبیل کتب را «پوتی» می‌خوانند، مراسلات و نوشته‌های دیگر ایشان هم به همین ترتیب بر روی پوست درخت توز نوشته و به این طرف و آن طرف فرستاده می‌شود.
شاید به همین دلیل باشد که امروزه به صفحه‌های کتاب یا دفتر، «برگ» می‌گویند. مسعودی که در سال ۳۴۵ هـ. ق (۳۳۵ خورشیدی / ۹۵۶ م) به‌درود حیات گفته، از مادهٔ دیگری که در هند بر آن می‌نوشته‌اند و نام آن را «کاذی» می‌گویند ذکر می‌کند و معلوم نشد که این «کاذی» همان «تاری» است که ذکر آن در بیان قول ابوریحان بیرونی گفته‌شد یا مادهٔ دیگری بوده‌است. مسعودی می‌گوید که:
نامهٔ پادشاه هند به خسرو انوشیروان پادشاه ایران بر روی پوست درختی بود که آن را «کاذی» می‌خواندند و آن را به زر سرخ نوشته بودند. این درخت که در هندوستان و چین دیده می‌شود درختی عجیب و زیبارنگ و بوی خوش آن مطلوب است، پوست آن نازک‌تر از کاغذ چینی است و پادشاهان چین و هند نامه‌های خود را بر آن می‌نویسند. ملل گذشته در نوشتن از مواد مختلفه استفاده کرده‌اند و این مواد اگر چه بعضی در مقابل گذشت روزگار پایدارمانده و محو نشده‌اند لیکن استعمال آن‌ها به شرحی که سابقاً گفتیم به‌علت کمیابی یا سنگینی یا بزرگی حجم عملی نبوده و همیشه استفاده از آن میسر نمی‌شده‌است به همین علت عمر آن‌ها هر قدر هم طولانی شمرده می‌شده نمی‌توانسته‌است جاوید باشد بلکه پس از مدتی مردم از استعمال آن‌ها دست برمی‌داشته‌اند.
اما در سرزمین‌های شمالی هند پوست درخت توز را صیقل می‌دادند و روی آن می‌نوشتند. سپس برگه‌های نوشته شده را شماره می‌گذاردند و در پارچه‌ای می‌پیچیدند و نگهداری می‌کردند. نامه‌ای که پادشاه هند به انوشیروان نوشته بود و مسعودی در مروج‌الذهب به آن اشاره کرده‌است، بر پوست درخت بوده‌است. ایرانیان نیز برخی از نوشته‌های خود را بر توز، یعنی پوست گیاه خدنگ، می‌نوشتند. ابن‌ندیم از بیان ابومشعر بلخی نوشته‌است که:
ایرانیان برای آن‌که نوشته‌هایشان پایدار بماند روی توز می‌نوشتند که از درخت خدنگ به دست می‌آمد و خدنگ همان گیاهی است که چوب محکم دارد و از چوب آن تیر برای کمان می‌سازند.
به نظر می‌رسد رومیان نیز بخشی از نوشته‌های خود را روی پوست درختان ماندگار می‌کردند. چرا که واژهٔ لاتین Liber، به معنای پوست درونی درخت، برای کتاب به کار می‌رفت. اکنون نیز به جایی که کتاب‌ها در آن نگهداری می‌شود، Library، یعنی کتاب‌خانه، می‌گویند.

## کاغذ چینی، نخستین کاغذ
«خانبالیق» نام قدیم پکن است که واژه‌ای ترکیبی از الفاظ ترکی است. لیق و لیک درترکی پسوندهایی هستند که به آخر پاره‌ای از اسامی اضافه می‌شوند ومعنای محل مربوط به آن اسم را بیان می‌کنند. ترکیب همین واژه با «خانبا» که برگرفته از کلمه ترکی خان مانند «چنگیزخان» - به عنوان یک مقام دولتی یا اجتماعی است، معنای پاینخت و محل زندگی خان بزرگ را می‌دهد. شهر عظیم خانبالیغ معنایی جز پاینخت و خان‌نشین ندارد (خانبالیق= خان نشین= پاینخت).
کاغذ خانبالیق یا کاغذ چینی یا کاغذ ختایی در انواع مختلف ساخته می‌شد، اما با ضخامت نسبتاً زیاد، زیرا که روش کتابت با قلم موی چینی‌ها نیاز به کاغذ ضخیم مقاوم در مقابل آب داشت.
چینی‌های باستان نخست روی پارچهٔ ابریشم می‌نوشتند، اما از نزدیک ۱۵۰ سال پیش از میلاد، آموختند که می‌توانند پوست درخت توت را خرد کنند، به صورت خمیر درآورند و از آن کاغذ بسازند. آن‌ها به کاغذهای خود ساقه‌های کتان و رشته‌های تور ماهی‌گیری کهنه نیز می‌افزودند تا محکم‌تر شود. هر چند گیاهان در بیش‌تر جاها یافت می‌شدند، اما چینی‌ها شیوهٔ ساختن کاغذ را به صورت راز نگه داشته بودند. این راز زمانی فاش شد که عرب‌های مسلمان در سال ۱۳۳ هـ.ق / ۷۵۱ م، اسیرانی را از چین با خود به سمرقند، از بزرگ‌ترین و شناخته‌شده‌ترین شهرهای دیرین ایران، آوردند. از جملهٔ اسیرانی که صالح‌بن‌زیاد از چین با خود به سمرقند آورد، کسانی بودند که در کار ساختن کاغذ مهارت داشتند. ایرانیان مسلمان شیوهٔ ساختن کاغذ را از آنان یادگرفتند و آن را بهبود بخشیدند و به‌زودی سمرقند بزرگ‌ترین مرکز خرید و فروش کاغذ در جهان شد.

## کاغذ سمرقندی
این کاغذ را ایرانیان از اسیران چینی آموختند. این کاغذ را باید نخستین نمونه کاغذ ایرانی دانست که برابر نیازهای کاتبان ایرانی و شرایط کتابتی با قلم نی پدید آمده‌است. تأیید استادان طراز اول خوشنویسی نظیر سلطان علی مشهدی در «صراط السطور» از مرغوبیت خاص این کاغذ خبر می‌دهد:
حبذا کاغذ سمرقندی مکنش رد، اگر خردمندی
خط بر او صاف و خوب می‌آید لیک پاک و سفید می‌باید
خواه رسمی و خواه سلطانی جهد کن تا که خوب بستانی
کیفیت مناسب این کاغذ سبب رونق تجارت آن شد، به‌طوری‌که سمرقند را به مرکز تجارت آن تبدیل کرد. حتی مرغوبیت این کاغذ منجر به گرانی و اشتهار آن گردید، به‌طوری‌که از انواع مختلف آن در همه جا، با رغبت و تحسین استقبال می‌شد و در اندازه‌های مختلف کاربرد پیدا کرد و به تمام بلاد اسلامی صادر می‌شد.
کاغذهای سمرقندی در قطع رسمی و سلطانی از شهرت خوبی برخوردار بوده و در متون گذشته اشاراتی فراوان به آن دیده شده‌است، چنان‌که ثعالبی می‌نویسد: «کاغذهای سمرقندی به لحاظ لطافت و نازکی و زیبایی، قرطاس‌های مصری را بی ارج کرد. یاقوت حموی (متوفا به سال ۶۲۶ ق) در شرح حال ابوالفضل جعفر بن فرات (متوفا به سال ۳۹۱ ق) می‌نویسد این وزیر از سمرقند کاغذ وارد می‌کرد تا کاتبانی که برای کتابخانه او کتاب‌ها را استنساخ می‌کردند آن‌ها را به کار ببرند.
محمد بن طاهر مقدسی می‌گوید که در سمرقند مخصوصاً برای ابوالفضل وزیر کاغذ می‌ساختند و از مصر هم هر سال مقداری کاغذ می‌آوردند و در کتابخانه او همیشه عده‌ای از کاتبان به کار استنساخ مشغول بودند. سیوطی هم به نقل اخباری در این مضمون می‌پردازد و می‌گوید: «قراطیس سمرقند برای مردم مشرق همان حکم قراطیس مصری را برای اهل مغرب دارد.»
و این کاغذ سمرقندی و کیفیت جهانگیر آن سبب شده تا کشورهای مسلمان آن روزگار، همیشه ترجیح دهند برای خلق آثار ماندگار، از آن استفاده کنند. حتی وقتی بایسنقر میرزا تصمیم به کتابت آن قرآن معروف و عظیم گرفت، دستور داد تا کاغذگران سمرقندی، تمامی تجربه و همت خویش را به کار بگیرند تا بتوانند صفحاتی عظیم از این کاغذ را پدیدآورند و امروز شاهد بقایای این قرآن عظیم بایسنقری در کتابخانه مرکزی آستان قدس رضوی در ابعاد هر صفحه ۱۰۱در۱۷۷ سانتیمتر با مقیاس امروز هستیم که بزرگ‌تر از کاغذهای صنعتی استاندارد امروزین است.
قرآن عظیم بایسنقری: این قرآن عظیم توسط بایسنقر میرزا، فرزند شاهرخ و گوهرشاد و نوه تیمور، به خط محقق جلی بر روی کاغذ سمرقندی کتابت شده و بزرگترین قرآن موجود به خط محقق بر کاغذ سمرقندی است که هم‌اکنون صفحاتی از این مصحف شریف در موزه آستان قدس رضوی، کتابخانه کاخ گلستان، کتابخانه ملی، موزه ایران باستان، کتابخانه ملک و بعضی از مجموعه‌های شخصی باقی است و بیانگر قدرت قلم سحرآمیز هنرمندی است که کتیبه ایوان مقصوره در مسجد گوهرشاد مشهد را در سن ۲۰ سالگی نوشته‌است و بانی مکتب هرات و شاهنامه بایسنقری است.
کاغذ تحریری سمرقندی: نوع دیگری از انواع کاغذهای سمرقندی بوده‌است که به دلیل کیفیت بسیار بالای آن برای کتابت‌های تحریری و غبارنویسی مورد استفاده قرار می‌گرفته که اخبار کاغذیان حکایت از تولید آن تا عصر صفوی دارد.
کاغذ بخارایی: دومین کاغذ تولیدی ایرانیان است که در کارگاه‌های کاغذ سازی بخارا رواج پیدا کرد و به همین ترتیب، نام‌گذاری کاغذ منسوب به مراکز تولیدی آن شد و به تدریج انتشار کاغذ و کاغذسازی از ماوراءالنهر به سمت خراسان ادامه پیدا کرد، که ابن الندیم به آن اشاره دارد: کاغذ خراسانی که از کتان درخراسان ساخته شد، در زمان امویان و سپس در عهد بنی عباسیان رواج کامل داشته‌است. از جمله انواع این کاغذها باید از کاغذ طاهری، طلحی، مأمونی و نوحی نام برد.
کاغذهای طاهری به دستور طاهر دوم، از امری نیشابور، و همین‌طور کاغذ طلحی به دستور طلحه بن طاهر، از امرای طاهری، ساخته شد.
کاغذ مأمونی: ظاهراً از انواع کاغذهایی است که به دستور فضل برمکی در مرو ساخته می‌شد که بعضی آن را کاغذ ذوالریاستین هم گفته‌اند.
کاغذ نوحی: از انواع کاغذهای خراسانی است که نوح بن منصور سامانی در ساخت و ترویج آن نقش مؤثری داشته و به همین نام هم شهرت پیدا کرده‌است.
کاغذ منصوری: در خراسان تاکنون از دو نوع کاغذ منصوری یاد شده‌است که اولین آن منسوب به منصور سامانی است که آن را در شمار کاغذهای بخارایی هم آورده‌اند و دیگری کاغذی است خراسانی که توسط کاغذگر هنرمندی به نام منصور کاغذی ساخته شده‌است و شاید در زمره معدود نمونه‌هایی از کاغذ سازی کاغذیان باشد. وی از اهالی سمرقند بود و نام او را سمعانی، «ابوالفضل منصور بن نصر بن عبدالرحیم کاغذی» نوشته که در سال ۴۲۳ ق وفات یافته‌است.
کاغذ فرعونی: برخلاف اسم آن، از انواع کاغذهای خراسانی است که تا سده پنجم هجری رواج داشته و رقیب سرسخت کاغذ مصری بوده‌است. تاریخ و سابقه ساخت آن را تا نیمه اول سده دوم هجری ذکر کرده‌اند. در یک سند خطی که از این نوع کاغذ به دست آمده، نوشته‌ای به خط عربی با قدمتی تاریخی حدود ۱۸۰ تا ۲۰۰ هجری است که از عهد شیخ الرئیس ابوعلی سینا حکایت دارد و مربوط به یکی از شاگردان اوست. این شاگرد نوشته‌است: «شیخ الرئیس از من خواست تا برای او کاغذ سفید حاضر کنم و چون آوردم پاره‌ای از آن برید و من پنج پاره از آن‌ها را به هم پیوستم که هر کدام ده ورق به قطع چهار یک کاغذ فرعونی بود «(ر.ک. ابن الندیم، «الفهرست»، ص ۳۶).
کاغذ کشمیری: ناحیه کشمیر از هنر و فرهنگ ایرانی بسیار بهره برده‌است؛ از جمله کاغذ کشمیری که خمیر آن همراه با خرده‌های ابریشم همراه می‌شد. این کاغذ مقاوم و نازک بود که پس از آهار مهره بسیار ارزشمند بود و بعضی آن را کاغذ قابل شست‌وشو هم ذکر کرده‌اند.
کاغذ مصلوح: کاغذی بود که هر دو روی آن را آهار مهره می‌کردند و هر دو سمت آن صاف و صیقلی بود.
کاغذهای سایر بلاد ایران: به تدریج ساخت کاغذ از ماوراءالنهر به خراسان و از خراسان به ری و از ری به بغداد و نیز از طریق سلطانیه و زنجان به سمت تبریز جریان یافت، بعد به اصفهان و شهرهای دیگر مانند شام و دمشق و مغرب، و همین‌طور هرات و شهرهای هندوستان راه یافت که به معرفی برخی از آن‌ها می‌پردازیم.
کاغذ سلیمانی: سلیمان بن راشد نام والی خراسان در ایام هارون الرشید عباسی است. ابن الندیم در «الفهرست» خویش از کاغذی نام برده‌است که به دستور وی در خراسان و به نام او ساخته می‌شده‌است.
کاغذ دولت‌آبادی: کاغذیان از دو نوع کاغذ دولت‌آبادی نام برده‌اند که در کاغذ خانه‌های دو نقطه متفاوت تهیه می‌شده‌است: یکی در کاغذ خانه دولت‌آباد نزدیک ری که کاغذ دولت‌آبادی را می‌ساخته و بیشترین نیاز کتابخانه‌هایی نظیر کتابخانه صاحب بن عباد را تأمین می‌کرده‌است. دیگری کاغذ دولت‌آبادی است که در هند و در عصر عادلشاه (۸۹۵–۹۱۶ ق) در محلی به نام دولت‌آباد ساخته می‌شده و از نظر میزان مرغوبیت از کاغذ عادلشاهی پست‌تر بوده‌است.
کاغذ عادلشاهی:از انواع کاغذ هندی است که در عصر عادلشاه ساخته می‌شده و آن کاغذی بوده‌است مرغوب با شفافیت و صیقل مناسب که دربارهٔ آن گفته‌اند:
حبذا کاغذ عادلشاهی که هنرور گل بی خارش خواند
قسمت آن، قلم من داند که نثارش، دُر شهوارش خواند
بابا شاه اصفهانی، خوشنویس بزرگ عصر صفوی، ضمن آنکه شعر بالا را در تعریف کاغذ عادلشاهی در «آداب المشق» خویش آورده، می‌گوید: بدان که کاغذ عادلشاهی که کم دانه باشد بهترین کاغذهاست.
کاغذ بغدادی: اولین کارخانه کاغذسازی در بغداد به وسیله فضل بن یحیی برمکی که قبلاً حکمران خراسان بود، ایجاد گردیده‌است. برادر فضل یعنی جعفر برمکی، وزیر هارون الرشید، اسناد رسمی دیوان خلافت را از پوست آهو به کاغذ تبدیل کرد. گوستاو لوبون در کتاب «تمدن اسلام و عرب»، اختراع کاغذ از پنبه و پارچه‌های کهنه را ابتکار مسلمانان می‌داند و می‌نویسد: کارگاه‌های کاغذسازی پس از بغداد، در شام و مصر دایر شد و در ۴۹۴ هجری در مراکش و حدود ۵۰ سال بعد یعنی در ۵۴۵ هجری در اسپانیا یا اندلس تأسیس شد و از اندلس به ایتالیا و سپس به فرانسه راه یافت.
بدین ترتیب، کاغذ ایرانیان از سمرقند به خراسان و از خراسان به ری و بغداد و از بغداد به شام و مصر و شمال آفریقا و از آن جا به اندلس (اسپانیا) و نهایتاً به اروپا راه یافت که فیلیپ در «تاریخ اعراب» به گونه‌ای غیرمستقیم نوشته‌است: صنعت کاغذسازی یعنی سودمندترین چیزی که مسلمانان به اروپا دادند.
کاغذ جعفری: ابن ندیم از این کاغذ نام برده و آن را از شمار کاغذ خراسانی دانسته که به روزگار اقتدار برمکیان ساخته شده و منسوب به جعفر برمکی (مقتول ۱۸۷ ق) است.
کاغذ آملی: در میانه سده‌های هفتم و هشتم هجری، کاغذسازی به آمل راه یافت، چنان‌که عبدالله صیرفی در رساله اش ضمن اشاره به کاغذ آملی، می‌فرماید:
بهترین کاغذ مجموع بلاد از دمشق آید و هند و بغداد
پس سمرقندی باشد مرغوب آید از آمل هم کاغذ خوب
کاغذ ساروی: کاغذ مرغوبی بود که از ساقه‌های برنج ساخته می‌شد و چون محل ساخت آن شهر ساری بود، آن را کاغذ برنج یا کاغذ ساروی گفته‌اند.
کاغذ خُونَج: خونه یا خونا یا خونج که در محدوده زنجان و میانه، در آذربایجان امروز، واقع شده بود، یکی از مراکز بزرگ کاغذسازی بوده‌است که نیازهای کاغذی رَبع رشیدی و تبریز را تأمین می‌کرده. بیشتر مردم این شهر به کاغذسازی در کاغذخانه خویش می‌پرداخته‌اند و از سده هفتم هجری آن جا را به نام «کاغذ کنان» خوانده‌اند.
کاغذ تبریزی: آن را کاغذ گونی تبریزی هم ذکر کرده‌اند که دارای رنگ زرد اخرایی متمایل به طلایی بوده، در برخی منابع به کاربرد آن برای تذهیب و تذهیب معرق اشاره شده و در «مناقب هنروران» هم عالی افندی به آن اشاره کرده‌است.
کاغذ علیشاهی: از انواع کاغذهایی است که در هند ساخته می‌شد و بیشتر در ترکیه عثمانی مورد استفاده قرار می‌گرفت.
کاغذ قاسم بیگی:عالی افندی در «مناقب هنروران» از کاغذ قاسم بیگی نام می‌برد که در حوزه خوشنویسان ترک در سده دهم هجری ساخته می‌شده و از اشتهار خوبی هم برخوردار بوده‌است.
کاغذ شامی: در طرابلس لبنان امروز و شام دیروز، کاغذی لطیف و شفاف و براق ساخته می‌شد که در آن عصر از شهرت خوبی برخوردار بود. ناصر خسرو این کاغذ را بهتر از سمرقندی می‌داند و در سفرنامه اش از آن چنین یاد می‌کند: «آن جا کاغذ نیکو سازند مثل کاغذ سمرقندی بل بهتر و این شهر تعلق به سلطان مصر داشت.»
کاغذ حَمَوی: از انواع کاغذ شامی است که در شهر «حماﺓ» ساخته می‌شد که از نظر مرغوبیت با کاغذ بغدادی برابر نیست. قلقشندی در «صبح الاعشی» ضمن اشاره به قطع آن می‌نویسد که قطع این کاغذ از قطع بغدادی کوچک‌تر است.
کاغذ حَلَبی: از کاغذهای شامی است. کاغذی محکم، استوار و مرغوب که در کارخانه کاغذسازی «وراقه» واقع در شهر حلب ساخته می‌شد.
کاغذ دمشقی: که در ناحیه دمشق ساخته می‌شد و از مرغوبیت خوبی برخوردار بود. همین کاغذ است که در ضمن جنگ‌های صلیبی به وسیله جنگجویان جنگ‌های صلیبی به اروپا راه یافت. هنوز هم اروپاییان به این کاغذ «داماسینه» (Damascine) می‌گویند که تغییر شکل یافته «دمشقیه» است.

### گونه‌های کاغذ
بغدادی-هندی-خانبالیغ-اصفهانی-مصری-فرنگی-بخارایی-ترمه-ترمه اصفهانی-آهاری-ابری-ابریشمی-پوست دل آهو-حنایی-خراسانی-ونیزی-فرنگی نو-طلحی-نوحی-فرعونی-جعفری-طاهری-جیهانی-مأمونی-منصوری-مقتابی-دولت‌آبادی.
- ابری: گفته‌اند میر محمد طاهر که مرد دارای چشش (ذوق) و هنر بوده در زمان شاه تهماسب از ایران به هندوستان رفته و کاغذ ابری را آنجا نوآورد و بی‌درنگ به ایران فرستاد.
- ابریشمی: که از ابریشم ساخته می‌شد بسیار نازک و تُنُک و نرم خو بوده و بارها پس از آهار دادن و مهره کشی آغاز به نوشتن در روی آن چُنین کاغذ می‌نمودند.
- پوست دل آهو: اینجور را از پوست آهو درست نموده و بیشتر برای ترا نوشتنِ (استنساخ) قرآن یا حرزهای مجدول زرین (مطلا) و رنگ‌ها بهره‌وری می‌شد.
- بغدادی: این کاغذ که کلفت‌تر بود از گونه‌های دیگر کاغذها شکننده وناپایدار نبوده و پخش‌کنندهٔ زگالاب (مرکب) نیز نبوده‌است. اینجور کاغذ را هم رجِ کاغذهای دمشقی و آملی و سمرقندی دانسته‌اند.
- حنایی: با بهره‌وری ازحناوزعفران چند تکه رنگ مداد (زگالاب) درست می‌شده‌است.
- خراسانی: گینهٔ (جنس) این کاغذ کتان بوده و نوآور آن مردمان خراسان بوده‌اند و بنا به گفته‌ای در زمان بنی امیه ساخت اسن کاغذ از رواج نسبی برخوردار بوده‌است.
- عادلشاهی: کاغذی است بی دانه، پایدار و هموار که بیشتر در زاوریِ (خدمت) نویسندگی جای می‌گرفته‌است.
- دولت‌آبادی: کاغذی بوده که در درجه دویم مِهندی (اهمیت) پس از کاغذ عادلشاهیجای داشته‌است.
- سمرقندی: کاغذی است هموار و پایدار و سپید و پخش‌کنندهٔ زگالاب (مرکب) نیز نیست.

رنگ‌های کاغذ: پسته‌ای-نخودی-شکری-حنایی

## کاغذ در شعر و ادب فارسی
فردوسی:
| نوشتم سخن چند بر پهلوی     |  | ابر دفتر و کاغذ خسروی      |
| چنین گفت رستم به ایرانیان  |  | که یکسر ببندید کین را میان |
| که گر نامداری ز ایران زمین |  | هزیمت پذیرد ز سالار چین    |
| نبیند مگر بند یا دار و چاه |  | نهاده به‌سر بر ز کاغذ کلاه  |

هر چه بر کاغذ نبشته آید بهتر از کاغذ باشد. (تاریخ بیهقی چ ادیب ص ۳۶۶).
خاقانی:
| شاه عراقین طراز کز پی توقیع او |  | کاغذ شامیست صبح خانه مصری شهاب |

| از آنکه کاغذ در عهد تو دورویی کرد |  | همیشه باشد چون دشمنت نشانه تیر |

مولانا:
| گر بگویم شرح آن بی‌حد شود      |  | مثنوی هفتاد من کاغد شود     |
| من کاغذهای مصر و بغداد ای جان |  | کردم پر ز آه و فریاد ای جان |

سعدی:
| نه قندی که مردم بظاهر خورند |  | که ارباب معنی به کاغذ برند |

رقعه منشآتش که همچو کاغذ زر می یرند. (گلستان)
حافظ:
| کاغذین جامه به خوناب بشویم که فلک |  | رهنمونیم به پای علم داد نکرد |